# Ayora
Ayora (em castelhano e oficialmente) ou Aiora (em valenciano) é um município da Espanha na província de Valência, Comunidade Valenciana. Tem 446,6 km² de área e em 2021 tinha 5 215 habitantes (densidade: 11,7 hab./km²).

## Demografia
| Variação demográfica do município entre 1991 e 2004 | Variação demográfica do município entre 1991 e 2004 | Variação demográfica do município entre 1991 e 2004 | Variação demográfica do município entre 1991 e 2004 |
| --------------------------------------------------- | --------------------------------------------------- | --------------------------------------------------- | --------------------------------------------------- |
| 1991                                                | 1996                                                | 2001                                                | 2004                                                |
| 5506                                                | 5556                                                | 5497                                                | 5508                                                |